# Ferenc Császár
Ferenc Császár, född 9 juli 1807 i Zalaegerszeg, död 17 augusti 1858 i Kerepes, var en ungersk skriftställare.
Császár blev 1846 referent vid septemviraltaffeln, men förlorade denna befattning till följd av 1849 års omstörtningar. År 1850 uppsatte han tidningen "Pesti napló" (Pests dagblad). Förutom några juridiska arbeten, en reseskildring, ett mytologiskt lexikon och åtskilliga översättningar, bland annat av Dante Alighieri, Vittorio Alfieri och Silvio Pellico, utgav han en diktsamling.